# Beatriu de Portugal
|  | Per a altres significats, vegeu «Beatriu de Portugal i d'Aragó». |

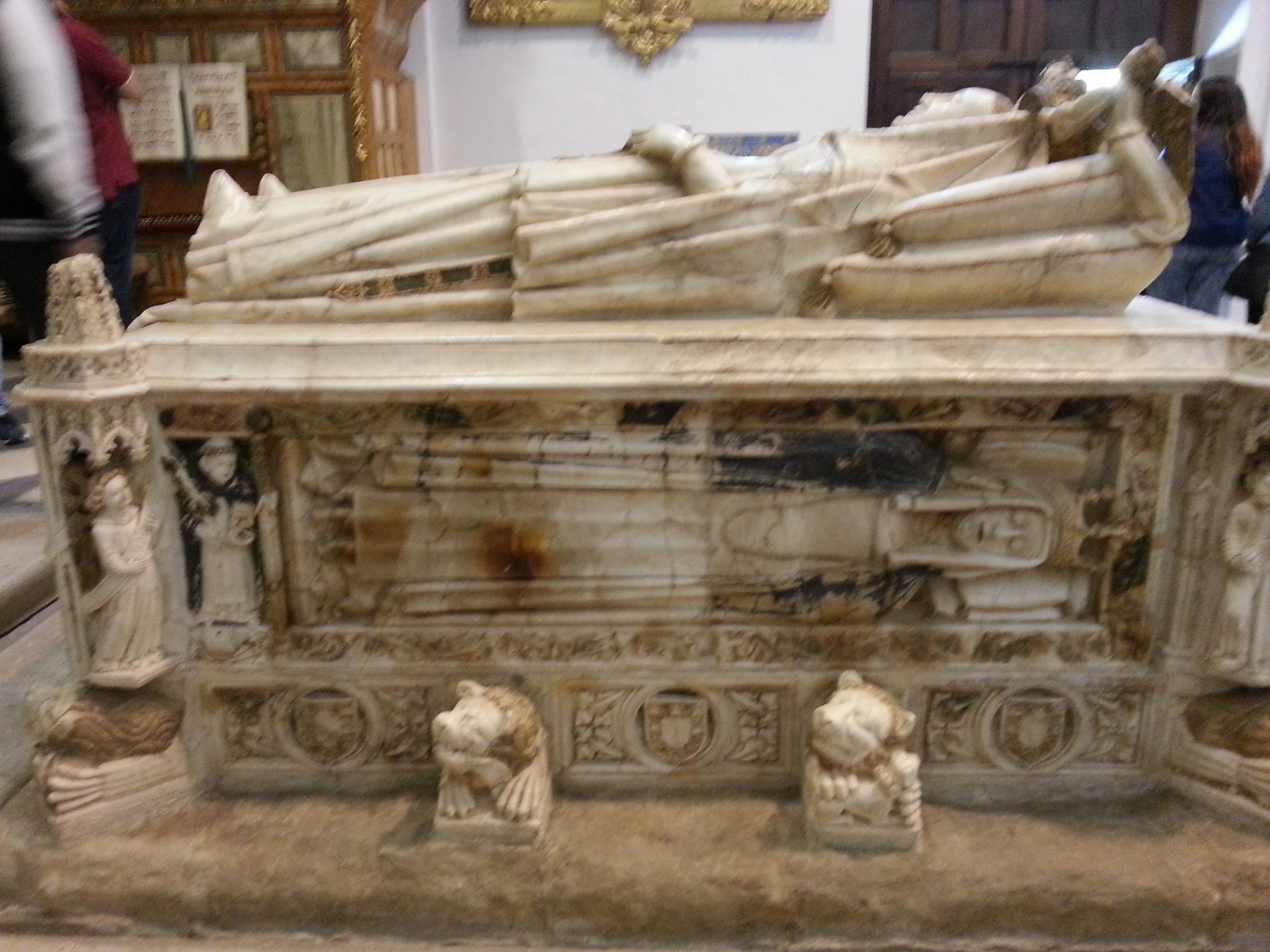
Sepulcre de la reina a Sancti Spiritus (Toro)

Beatriu de Portugal (Coïmbra, 1372 - Madrigalejo, Regne de Castella, 1410) fou infanta de Portugal, reina titular de Portugal (1383-1385) i reina consort de Castella i Lleó (1383-1390). És venerada com a beata en el si de l'Orde de la Mercè.

## Família
Filla del rei Ferran I de Portugal, l'última de la dinastia Borgonya, i la seva esposa Elionor Telles de Menezes. Es casà el 17 de maig de 1383 a la ciutat d'Elvas i posteriorment a Badajoz amb Joan I de Castella. D'aquesta unió nasqué l'infant Miquel de Castella (1384-1385), coronat príncep de Portugal 

## Biografia
La mort del seu pare l'octubre de 1383, amb Beatriu com a única hereva per la mort dels seus germans, comportà una inestabilitat en el regne de Portugal.
Ferran I per les seves guerres contra Castella hagué de signar una pau que comportà el casament de la seva filla Beatriu el 1383 amb el rei Joan I de Castella, vidu de la seva primera esposa Elionor d'Aragó. Beatriu comptava tan sols amb 11 anys mentre Joan I en tenia 25, una edat ja molt gran en aquella època. Segons el tractat signat entre Castella i Portugal, a la mort del rei Ferran I, la reina-vídua es convertí en regent del regne en nom de la seva filla. Però la noblesa així com el mateix poble no li agradà el casament entre Beatriu i Joan I, cosa que significava la fi de la independència del regne de Portugal i la seva submissió a la Corona de Castella.
Una rebel·lió va conduir al Gran Mestre de l'Ordre d'Avís, l'infant Joan de Portugal a reclamar el tron de Portugal al seu germanastre, tot i que bastard, del rei Ferran I de Portugal. Joan I de Castella envaí Portugal el 1384 per lluitar en favor dels interessos de la seva esposa, dels seus propis així com del nou infant nascut de la unió amb Beatriu, Miquel de Castella i de Portugal. Aquesta invasió acabà en la derrota del rei castellà el 14 d'agost de 1385 en la batalla d'Aljubarrota. Com a conseqüència d'aquesta derrota Joan I de Portugal es convertí en el nou rei, iniciant així la dinastia Avís.
Beatriu es retirà a Castella i morí al Madrigalejo el 1410, en llaor de santedat. Sebollida al convent de Sancti Spiritus de Toro (Zamora), és venerada com a beata en el si de l'Orde de la Mercè: la seva festivitat era el 25 de setembre.